# Palac Komuna
Palac Komuna, i äldre källor benämnt "Palatset'" (italienska: Palazzo), är ett palats i Rijeka i Kroatien. Åren 1532–1838 tjänade det som den habsburgska (sedermera österrikiska) staden Fiumes (Rijekas) stadshus. Det forna stadshuset är beläget vid Ivan Koblers torg i Gamla stan. 

## Historik
Palac Komuna var hjärtat för staden Rijekas politiska och administrativa liv åren 1532–1838. I byggnaden sammanträdde Stora och Lilla rådet som agerade och arbetade efter den stadsstadga som år 1530 hade bekräftats av Rijekas feodalherre, den österrikiske kejsaren och kroatiske kungen Ferdinand I. Beläget på den norra sidan mittemot Stadstornet vid vad som då var det gamla Rijekas huvudtorg och stadskärna (idag kallat Ivan Koblers torg) uppfyllde den anspråkslösa byggnaden och "palatset" den dåtida stadens administrativa behov. I takt med att staden växte uppstod nya behov och efter att den kommunala förvaltningen år 1838 flyttat till Municipalpalatset (det forna augustinska klostret som anpassats för sina nya roll som stadsadministrationens nya säte) såldes byggnaden. Därefter hade stadens filharmoniska institut sitt säte i byggnadens första våning. Ett av institutets lärare var arméorkesterledaren Johann von Zaitz, kompositören Ivan Zajc far. Det var i denna byggnad som Ivan Zajcs fick sin första musikutbildning som barn vilket en minnestavla på byggnaden vittnar om. Idag rymmer byggnadens första våning en butik. 

## Arkitektur
Palac Komuna är en anspråkslös byggnad med två våningar. Mot byggnadens ena sidan vilar Gamla porten, Rijekas äldsta idag existerande byggnadsverk. På sidan som vetter mot Ivan Koblers torg finns en portal som leder till ett välvt atrium i renässansstil som idag rymmer en butik. Från atriet leder en trappa till det forna stadshusets auditorium. År 1560 berikades byggnaden med element och detaljer i renässansstil och år 1740 tillkom en andra våning enligt ritningar av arkitekten Antonio de Verneda. Från år 1779 utgjorde atriet patriciernas loge medan den övre våningen fick nya kontor.